# Teorema fundamental del álgebra
El teorema fundamental del álgebra, también llamado teorema de d'Alembert o de d'Alembert–Gauss, establece que todo polinomio de grado mayor que cero tiene al menos una raíz. El dominio de la variable es el conjunto de los números complejos, que es una extensión de los números reales.

Aunque este enunciado, en principio, parece ser una declaración débil, implica que todo polinomio de grado n de una variable con grado mayor que cero con coeficientes complejos tiene, contando las multiplicidades, exactamente n raíces complejas. La equivalencia de estos dos enunciados se realiza mediante la división polinómica sucesiva por factores lineales.
Equivalentemente (por definición), el teorema afirma que el cuerpo de los números complejos es un cuerpo algebraicamente cerrado.
El teorema también se enuncia de la siguiente manera: todo polinomio no nulo, de una sola variable, grado n con coeficientes complejos tiene, contado con multiplicidad, exactamente n raíces complejas. La equivalencia de las dos afirmaciones puede demostrarse mediante el uso de la  división sucesiva de polinomios.
A pesar de su nombre, no existe una demostración puramente algebraica del teorema, ya que cualquier demostración debe utilizar alguna forma de la  completitud analítica de los números reales, que es no un concepto algebraico. Además, no es fundamental para el álgebra moderna; su nombre se le dio en una época en la que álgebra era sinónimo de teoría de ecuaciones.

## Historia
Pedro Rothe (Petrus Roth), en su libro Arithmetica Philosophica (publicado en 1608), escribió que una ecuación polinómica de grado {\displaystyle n} (con coeficientes reales) puede tener {\displaystyle n} soluciones. Albert Girard, en su libro L'invention nouvelle en l'Algebre (publicado en 1629), aseveró que una ecuación de grado {\displaystyle n} tiene {\displaystyle n} soluciones, pero no menciona que dichas soluciones deban ser números reales. Más aún, él agrega que su aseveración es válida "salvo que la ecuación sea incompleta", con lo que quiere decir que ninguno de los coeficientes del polinomio sea igual a cero. Sin embargo, cuando explica en detalle a qué se está refiriendo, se hace evidente que el autor piensa que la aseveración siempre es cierta; en particular, muestra que la ecuación
{\displaystyle x^{4}=4\,x-3}
a pesar de ser incompleta, tiene las siguientes cuatro soluciones (la raíz 1 tiene multiplicidad 2):
{\displaystyle 1,\quad 1,\quad -1+i\,{\sqrt {2}}\quad \mathrm {y} \quad -1-i\,{\sqrt {2}}.}
Leibniz en 1702 y más tarde Nikolaus Bernoulli, conjeturaron lo contrario.
Como se mencionará de nuevo más adelante, se sigue del teorema fundamental del álgebra que todo polinomio con coeficientes reales y de grado mayor que cero se puede escribir como un producto de polinomios con coeficientes reales del cual sus grados son 1 o 2. De todas formas, en 1702 Leibniz dijo que ningún polinomio de tipo {\displaystyle x^{4}+a^{4}} (con a real y distinto de 0) se puede escribir en tal manera. Luego, Nikolaus Bernoulli hizo la misma afirmación concerniente al polinomio {\displaystyle x^{4}-4x^{3}+2x^{2}+4x+4}, pero recibió una carta de Leonhard Euler en 1742 en el que le decía que su polinomio pasaba a ser igual a:
{\displaystyle (x^{2}-(2+\alpha )x+1+{\sqrt {7}}+\alpha )(x^{2}-(2-\alpha )x+1+{\sqrt {7}}-\alpha )}
con α igual a raíz cuadrada de 4 + 2√7. Igualmente mencionó que:
{\displaystyle x^{4}+a^{4}=(x^{2}+a{\sqrt {2}}x+a^{2})(x^{2}-a{\sqrt {2}}x+a^{2}).\,}
El primer intento que se hizo para demostrar el teorema lo hizo d'Alembert en 1746. Su demostración tenía un fallo, en tanto que asumía implícitamente como cierto un teorema (actualmente conocido como el teorema de Puiseux) que no sería demostrado hasta un siglo más tarde. Entre otros Euler (1749), de Foncenex (1759), Lagrange (1772) y Laplace (1795) intentaron demostrar este teorema.
A finales del siglo XVIII, se presentaron dos nuevas pruebas, una por James Wood y otra por Gauss (1799), pero ambas igualmente incorrectas. Finalmente, en 1806 Argand publicó una prueba correcta para el teorema, enunciando el teorema fundamental del álgebra para polinomios con coeficientes complejos. Gauss produjo otro par de demostraciones en 1816 y 1849, siendo esta última otra versión de su demostración original.
El primer libro de texto que contiene la demostración de este teorema fue escrito por Cauchy. Se trata de Course d'anlyse de l'École Royale Polytechnique (1821). La prueba es la debida a Argand, sin embargo, en el texto no se le da crédito.
Ninguna de las pruebas mencionadas más arriba son constructivas. Es Weierstrass quien por primera vez, a mediados del siglo XIX, menciona el problema de encontrar una prueba constructiva del teorema fundamental del álgebra. En 1891 publica una demostración de este tipo. En 1940 Hellmuth Knesser consigue otra prueba de este estilo, que luego sería simplificada por su hijo Marin Kneser en 1981.

## Enunciado y equivalencias
El teorema se enuncia comúnmente de la siguiente manera:
| Todo polinomio en una variable de grado n ≥ 1 con coeficientes reales o complejos tiene por lo menos una raíz (real o compleja). |

Es ampliamente conocido también el enunciado: Un polinomio en una variable, no constante y con coeficientes complejos, tiene tantas raíces como indica su grado, contando las raíces con sus multiplicidades. En otras palabras, dado un polinomio complejo P(z) de grado n ≥ 1, la ecuación P(z) = 0 tiene exactamente n soluciones complejas, contando multiplicidades.
Otras formas equivalentes del teorema son:
- El cuerpo de los complejos es cerrado para las operaciones algebraicas.
- Todo polinomio complejo de grado n ≥ 1 se puede expresar como un producto de n polinomios lineales, es decir

{\displaystyle P(z)=\sum _{k=0}^{n}a_{n-k}\,z^{n-k}=a_{n}\,\prod _{k=1}^{n}(z-z_{k}).}

## Enunciados equivalentes
Hay varias formulaciones equivalentes del teorema:
- Todo  polinomio univariante de grado positivo con coeficientes reales tiene al menos una raíz compleja.
- Todo polinomio univariante de grado positivo con coeficientes complejos tiene al menos una raíz compleja.
Esto implica inmediatamente la afirmación anterior, ya que los números reales son también números complejos. Lo contrario resulta del hecho de que se obtiene un polinomio con coeficientes reales tomando el producto de un polinomio y su  conjugado complejo (obtenido sustituyendo cada coeficiente por su conjugado complejo). Una raíz de este producto es una raíz del polinomio dado, o de su conjugado; en este último caso, el conjugado de esta raíz es una raíz del polinomio dado.
- Todo polinomio univariante de grado positivo n con coeficientes complejos puede ser factorizado como {\displaystyle c(x-r_{1})\cdots (x-r_{n}),} donde {\displaystyle c,r_{1},\ldots ,r_{n}} son números complejos.
- Los números complejos {\displaystyle r_{1},\ldots ,r_{n}} son las raíces del polinomio. Si una raíz aparece en varios factores, es una  raíz múltiple, y el número de sus apariciones es, por definición, la multiplicidad de la raíz.
La demostración de que este enunciado resulta de los anteriores se hace por recursión sobre n: cuando se ha encontrado una raíz {\displaystyle r_{1}}, la división de polinomios por {\displaystyle x-r_{1}} proporciona un polinomio de grado {\displaystyle n-1} cuyas raíces son las demás raíces del polinomio dado.

Las dos afirmaciones siguientes son equivalentes a las anteriores, aunque no implican ningún número complejo no real. Estos enunciados se pueden demostrar a partir de factorizaciones anteriores observando que, si r es una raíz no real de un polinomio con coeficientes reales, su conjugado complejo {\displaystyle {\overline {r}}} también es una raíz, y {\displaystyle (x-r)(x-{\overline {r}})} es un polinomio de grado dos con coeficientes reales (éste es el teorema de la raíz conjugada compleja). A la inversa, si se tiene un factor de grado dos, la fórmula cuadrática da una raíz.
- Todo polinomio univariante con coeficientes reales de grado mayor que dos tiene un factor de grado dos con coeficientes reales.
- Todo polinomio univariante con coeficientes reales de grado positivo puede factorizarse como {\displaystyle cp_{1}\cdots p_{k},} donde c es un número real y cada {\displaystyle p_{i}} es un polinomio mónico de grado a lo sumo dos con coeficientes reales. Además, se puede suponer que los factores de grado dos no tienen ninguna raíz real.

## Demostración

### Demostración directa
Sea {\displaystyle p} un polinomio de grado {\displaystyle n\geq 1} con coeficientes complejos: {\displaystyle p\in \mathbb {C} _{n}[z]}. Por desigualdad triangular para el módulo de un complejo, tenemos que dados dos complejos {\displaystyle z,\omega \in \mathbb {C} }, {\displaystyle |z-\omega |\geq |z|-|\omega |}, pues {\displaystyle |z|=|\omega +(z-\omega )|\leq |\omega |+|z-\omega |\Rightarrow |z-\omega |\geq |z|-|\omega |}. Por tanto, para {\displaystyle z\neq 0},{\displaystyle p(z)=a_{n}z^{n}+\dots +a_{1}z+a_{0}{\overset {a_{n}\neq 0}{=}}a_{n}z^{n}\left(1+{\frac {a_{n-1}}{a_{n}z}}+{\frac {a_{n-2}}{a_{n}z^{2}}}+\dots +{\frac {a_{0}}{a_{n}z^{n}}}\right)\Rightarrow |p(z)|\geq |a_{n}||z|^{n}\left(1-{\frac {|a_{n-1}|}{|a_{n}||z|}}-\dots -{\frac {|a_{0}|}{|a_{n}||z|^{n}}}\right){\overset {|z|\rightarrow +\infty }{\longrightarrow }}+\infty },
donde, además, hemos utilizado que {\displaystyle \forall z,\omega \in \mathbb {C} \quad |z\cdot \omega |=|z|\cdot |\omega |}.
Por tanto, {\displaystyle \exists R>0} tal que {\displaystyle |p(z)|>|p(0)|} si {\displaystyle |z|\geq R}. 
La afirmación anterior es equivalente a decir que {\displaystyle \forall z\notin \Delta (0,R)\subseteq \mathbb {R} ^{2}\quad |p(z)|>|p(0)|}, con {\displaystyle \Delta (0,R)} el disco de centro {\displaystyle 0} y radio {\displaystyle R}. {\displaystyle \quad (*)}
Consideremos la función {\displaystyle f:\Delta (0,R)\longrightarrow \mathbb {R} } definida por {\displaystyle f(z)=|p(z)|}. Como el dominio es acotado y la función es continua por ser valor absoluto de un polinomio, que es una función continua, por el teorema de Weierstraß, alcanza su mínimo: {\displaystyle \exists z_{0}\in \Delta (0,R)} tal que {\displaystyle f(z)\geq f(z_{0})\quad \forall z\in \Delta (0,R)}. En particular, {\displaystyle 0\in \Delta (0,R)}, de forma que, por esto y por {\displaystyle (*)}, {\displaystyle |p(z)|>|p(0)|\geq |p(z_{0})|\quad \forall z\in \mathbb {C} }, es decir, {\displaystyle z_{0}} es mínimo global de la función {\displaystyle |p(z)|}. 
Veremos ahora que, de hecho, {\displaystyle p(z_{0})=0}, por lo que {\displaystyle p} tendrá una raíz y habremos acabado.
Supongamos que {\displaystyle p(z_{0})\neq 0}. Podemos pues considerar el polinomio {\displaystyle q\in \mathbb {C} _{n}[z]} definido como {\displaystyle q(z)={\frac {p(z+z_{0})}{p(z_{0})}}}. Observamos que {\displaystyle q(0)={\frac {p(z_{0})}{p(z_{0})}}=1}, por lo que podemos escribir {\displaystyle q(z)=b_{n}z^{n}+\dots +b_{k}z^{k}+1}, con {\displaystyle b_{n}\neq 0} por ser {\displaystyle q} de grado {\displaystyle n} y {\displaystyle b_{k}} el primer coeficiente distinto de {\displaystyle 0}. Además, tenemos que {\displaystyle |q(z)|} presenta un mínimo en {\displaystyle z=0} y vale {\displaystyle 1}, pues {\displaystyle |q(z)|={\frac {|p(z+z_{0})|}{|p(z_{0})|}}{\overset {{\text{def }}z_{0}}{\geq }}{\frac {|p(z_{0})|}{|p(z_{0})|}}=1=q(0)=|q(0)|}.
Como todo número complejo admite {\displaystyle n} raíces {\displaystyle n}-ésimas (se puede ver esto en el artículo sobre radicación), podemos considerar {\displaystyle \omega \in \mathbb {C} } una raíz {\displaystyle k}-ésima de {\displaystyle -b_{k}\in \mathbb {C} }: {\displaystyle \omega ^{k}=-b_{k}}. Consideremos {\displaystyle z={\frac {r}{\omega }}}, con {\displaystyle r\in \mathbb {R} ,~0<r<1} (podemos porque hemos definido {\displaystyle b_{k}} de tal forma que sea distinto de {\displaystyle 0} y, por tanto, sus raíces y, en particular, {\displaystyle \omega }, también lo serán: {\displaystyle \omega \neq 0}). Evaluando {\displaystyle q} en este {\displaystyle z}, tenemos que
{\displaystyle q(z)=1+b_{k}\left({\frac {r}{\omega }}\right)^{k}+b_{k+1}\left({\frac {r}{\omega }}\right)^{k+1}+\dots +b_{n}\left({\frac {r}{\omega }}\right)^{n}=1+b_{k}\left({\frac {r^{k}}{-b_{k}}}\right)+r^{k+1}\left(b_{k+1}{\frac {1}{\omega ^{k+1}}}+\dots +b_{n}{\frac {r^{n-k-1}}{\omega ^{n}}}\right)=1-r^{k}+r^{k+1}h(r)}, 
con {\displaystyle h} cierto polinomio, que, por tanto, es una función continua. Como hemos tomado {\displaystyle r<1}, 
{\displaystyle |q(z)|=|1-r^{k}+r^{k+1}h(r)|\leq |1-r^{k}|+r^{k+1}|h(r)|{\overset {r<1\Rightarrow |1-r^{k}|>0}{=}}1-r^{k}+r^{k+1}|h(r)|=1-r^{k}(1-r|h(r)|)<1}, 
la última desigualdad porque podemos tomar {\displaystyle r>0} tan pequeño como haga falta para hacer que {\displaystyle r|h(r)|<1}.
Así, hemos encontrado un {\displaystyle z={\frac {r}{\omega }}}, con {\displaystyle 0<r<1} suficientemente pequeño, tal que {\displaystyle |q(z)|<1}, pero antes habíamos visto que {\displaystyle |q(z)|} tenía un mínimo en {\displaystyle z=0} y que este valía {\displaystyle 1}. Por tanto, lo que hemos obtenido es una contradicción que proviene de suponer que {\displaystyle p(z_{0})\neq 0}. Por tanto, {\displaystyle p(z_{0})=0\Rightarrow \exists z_{0}\in \mathbb {C} } tal que {\displaystyle p(z_{0})=0}, es decir, {\displaystyle p} tiene una raíz, como queríamos demostrar. {\displaystyle \quad \square }

### Por teorema de Liouville
Sea {\displaystyle P} un polinomio de grado {\displaystyle n}. {\displaystyle P} es una función entera. Para cada constante positiva {\displaystyle m}, existe un número real positivo {\displaystyle r} tal que
{\displaystyle |P(z)|>m,\quad {\mbox{si}}\quad |z|>r.}
Si {\displaystyle P} no tiene raíces, la función {\displaystyle f=1/P}, es una función entera con la propiedad de que para cualquier número real {\displaystyle \epsilon } mayor que cero, existe un número positivo {\displaystyle r} tal que
{\displaystyle |f(z)|<\epsilon ,\quad {\mbox{si}}\quad |z|>r.}
Concluimos que la función {\displaystyle f} es acotada. Pero el teorema de Liouville dice que si {\displaystyle f} es una función entera y acotada, entonces, {\displaystyle f} es constante y esto es una contradicción.
De manera que {\displaystyle f} no es entera y por tanto {\displaystyle P} tiene al menos una raíz. {\displaystyle P} se puede escribir por tanto como el producto
{\displaystyle P(z)=(z-\alpha _{1})Q(z),\,}
donde {\displaystyle \alpha _{1}} es una raíz de {\displaystyle P} y {\displaystyle Q} es un polinomio de grado {\displaystyle n-1}. Por el argumento anterior, el polinomio {\displaystyle q} a su vez tiene al menos una raíz y se lo puede factorizar nuevamente.
Repitiendo este proceso {\displaystyle n-1} veces, concluimos que el polinomio {\displaystyle P} puede escribirse como el producto
{\displaystyle P(z)=k\,(z-\alpha _{1})(z-\alpha _{2})\cdots (z-\alpha _{n})}
donde {\displaystyle \alpha _{1}} … {\displaystyle \alpha _{n}} son las raíces de {\displaystyle P} (no necesariamente distintas) y {\displaystyle k} es una constante.

### Corolarios
Como el teorema fundamental del álgebra puede ser visto como la declaración de que el cuerpo de los números complejos es algebraicamente cerrado, se sigue que cualquier teorema concerniente a cuerpos algebraicamente cerrados aplican al cuerpo de los números complejos. Se muestran aquí algunas consecuencias del teorema, acerca del cuerpo de los números reales o acerca de las relaciones entre el cuerpo de los reales y el cuerpo de los complejos:
- El cuerpo de los números complejos es la clausura algebraica del cuerpo de números reales.

- Todo polinomio mónico en una variable {\displaystyle x} con coeficientes reales es el producto de binomios de la forma {\displaystyle x+m} con {\displaystyle m} real, y de trinomios de la forma {\displaystyle x^{2}+bx+c} con {\displaystyle b} y {\displaystyle c} reales y {\displaystyle b^{2}-4c<0} (que es lo mismo que decir que el trinomio {\displaystyle x^{2}+bx+c} no es resoluble en el conjunto de los números reales).[6]

- Toda función racional en una variable {\displaystyle x}, con coeficientes reales, se puede escribir como la suma de una función polinómica con funciones racionales de la forma {\displaystyle a/(x-b)^{n}}(donde {\displaystyle n} es un número natural, y {\displaystyle a} y {\displaystyle b} son números reales), y funciones racionales de la forma {\displaystyle (ax+b)/(x^{2}+cx+d)^{n}} (donde {\displaystyle n} es un número natural, y {\displaystyle a}, {\displaystyle b}, {\displaystyle c}, y {\displaystyle d} son números reales tales que {\displaystyle c^{2}-4d<0}). Un corolario de esto es que toda función racional en una variable y coeficientes reales tiene una primitiva elemental.

- Toda extensión algebraica del cuerpo de los reales es isomorfa al cuerpo de los reales o al cuerpo de los complejos.